# Grégoire Ier d'Alexandrie

Grégoire Ier d'Alexandrie est un  patriarche melkite d'Alexandrie  de 1243 à 1263,